# Мрзли Врх (Идрија)
Мрзли Врх (словен. Mrzli Vrh, итал. Collefreddo) је насељено мјесто у општини Идрија, Горишка регија, Словенија.

## Историја
До територијалне реорганизације у Словенији била је у саставу старе општине Идрија.

## Становништво
У попису становништва из 2011. године, Мрзли Врх је имао 46 становника.
| Становништво према пописима | Становништво према пописима | Становништво према пописима |
| --------------------------- | --------------------------- | --------------------------- |
| 1991                        | 2002                        | 2011                        |
| 54                          | 50                          | 46                          |

Напомена: Године 1997. увећано за део насеља Сподња Каномља.